# Postsorteermachine
Postsorteermachines zijn in gebruik bij bedrijven die gespecialiseerd zijn in het doorzenden van poststukken. In dit artikel is de situatie bij de voormalige Nederlandse PTT beschreven.

## Begin
De eerste postsorteermachine die bij de Posterijen der Nederlandse Staat in gebruik was, is de Transorma, deze is nog te zien in het Museum voor Communicatie in Den Haag. Het was een volledig mechanisch bestuurde machine. Hierbij werd het poststuk fysiek voor de codeur getoond en na het invoeren van de code voor de woonplaats of wijk, de postcode bestond nog niet, verder getransporteerd naar het juiste vak. Omdat er nog veel sorteerwerk na deze bewerking overbleef en de sorteersnelheid niet veel hoger lag dan van een ervaren sorteerder/expediteur is de machine niet lang in gebruik geweest.

## Lezen
Na 1977, toen in Nederland de postcode werd ingevoerd, zijn er nieuwe machines ontwikkeld. AEG en Philips waren de belangrijkste leveranciers.
AEG leverde de Automatische Lees en Indexeer MAchine (ALIMa), deze machine kon als eerste machine automatisch karakters herkennen later Optical Character Reading (OCR) geheten; in eerste instantie alleen machineschrift (drukletters). Via een afnemerbed werden de brieven een voor een in de machine gevoerd, en met behulp van een lijncamera en sterke belichting met kwikdamplampen 'gelezen'. De machine vertaalde de gevonden postcode (4 cijfers 2 letters), die altijd linksonder van het adresblok te vinden was, in een soort streepjescode, de ABC-code (streep/geen streep). Deze sorteerindexcode (SIX) werd middels een inkjetprinter (AB-Dick/Videojet) in fluorescerend oranje rechtsonder op de brief gespoten. Deze machine had een capaciteit van ca. 20.000 stuks per uur. De ALIMa had 20 stapelaars, zodat meteen een grove sortering voor de 12 sorteercentra gemaakt kon worden.
Alle niet-leesbare post (handgeschreven) werd middels een kleine indexeertafel (SoCoDex) van Philips, met de hand voorzien van de SIX. De persoon aan de tafel las de postcode en voerde deze via een alfanumeriek toetsenbordje in. De machine had een invoergleuf voor het poststuk, waarna dit via snaren en een lineaire motor bij een pennenprinter kwam die de lijntjes van de ABC-code op het poststuk plaatste; het poststuk kwam daarna in slechts één stapelaar.
Later is er nog een experimentele versie van de Alima geweest, de VideoCodeerMachine (ViCoMa). Deze machine had alleen een camera en projecteerde de briefbeelden op 20 videocodeerplaatsen (VCP) waarachter mensen via een alfanumeriek toetsenbordje de postcode moesten intoetsen; de ViCoMa spoot dan de ingetoetste gegevens in een streepjescode op de post. Hiermee kon men dus de socodex vervangen en was de gemiddelde verwerking per persoon per uur véél hoger.
Alle met een SIX-code voorziene post kon nu doorgestuurd worden naar de SorMa (SORteerMAchine) van Philips. Deze machine met 140 vakjes kon aan de hand van de SIX-code en een toegewezen sorteerlijst de ingevoerde post sorteren tot op wijkniveau.

## Sorteren

### Sorteermachine Klein
Sinds 1995/96 zijn de Alima, Vicoma en Sorma geïntegreerd in de SorteerMachine Klein (SMK) van Alcatel/Solystic. Deze machine van ca. 56 meter lang leest, indexeert en sorteert de post (max. A5 en 6mm dik) in één keer in 224 stapelaars die allemaal afzonderlijk één of meerdere bestemmingen kunnen hebben. Deze machines kunnen ca. 40.000 stuks (postkaartformaat) post per uur verwerken.
De SMK's hebben echter zélf geen "leesintelligentie", daarvoor is een centrale Coding Pool Network (CPN) opgezet. Hierin worden met vele razendsnelle computers alle briefbeelden van de ca. 78 SMK´s in Nederland verwerkt; komen de computers er niet uit doordat het schrift niet leesbaar is, dan worden de beelden naar een videocodeerruimte gezonden waar mensen via beeldschermen alsnog de postcode kunnen ingeven. De resultaten worden weer naar dezelfde machines teruggestuurd zodat met inkjetprinters de oranje SIX-codes en de zwarte tekstinformatie op de enveloppen gespoten kan worden. Om de computers daar toch wat tijd voor te gunnen bevindt een brief zich zo'n 16 seconden (met een snelheid van 4 m/sec) in de SMK; met de huidige computers is deze marge ruim voldoende.
De SMK's zijn in 2017 ge-update en voorzien van een nieuwe camera, barcodelezer, computers, hard en software. Medio 2021 wordt de invoer op de machine geupdate.

### Sorteermachine Groot
Voor de grotere post tot ruim A4 en 32mm dik zijn er landelijk ca. 42 SorteerMachines Groot (SMG) van Siemens/B&H. Deze SMG's hebben twee afnemers en 440 uitgangen en zijn zo'n 60 meter lang en 2,1 meter hoog. Ook deze machines nemen beelden van de poststukken en worden via hetzelfde CPN verwerkt. Echter komt op deze poststukken een zogenaamd Indexnummer (IX) te staan in de vorm van oranje streepjes, dit zorgt ervoor dat elk poststuk een eigen identificatie krijgt. 
Als de poststukken hun identificatie hebben gekregen komen ze in het sorteerdeel, waarin aan een kabel ca.360 carriers met 4 pockets (dus totaal 1440) worden voortgetrokken over twee lagen bakken 220 aan elke zijde van de machine. Elk poststuk wordt in een pocket geschoten en blijft daar totdat het CPN een sorteerbeslissing aan de machine terugstuurt, zodat deze het poststuk in de juiste bak kan uitsorteren. 
De gegevens van alle brieven gaan via het CPN-netwerk naar de andere sorteercentra, zodat daar deze poststukken met behulp van de IX opnieuw naar het juiste afgiftepunt kunnen worden uitgesorteerd.

### Sorteermachine Overig
Deze machine was in eerste instantie van Siemens. Echter doordat een hogere sorteercapaciteit nodig was is deze machine medio 2010 vervangen door een machine van Eurosort/Distrisort. Hierop verwerkt men kleine pakjes en bundels tot 5 Kilo en een maximaal formaat van A4 en max 20cm hoog.

### Sorteermachine Coderen
Afgekort SMC deze Solystic machine kan zowel briefkaarten, als kleine pakjes tot ca 2cm hoog sorteren in een van de 80 Uitgangen. 
Deze machine is voorzien van een labeler en inkjet printer (Markem Image) zodat op moeilijke kleuren een label kan worden aangebracht zodat daar de sorteer informatie voor de vervolg processen kan worden geprint. 

### Sorteermachine X
Ter vervanging van de SMK en SMG is er een nieuwe machine ontwikkeld door Solystic de SorteerMachine X (SMX). Deze kan zowel kleine als grote post sorteren. 
Landelijk zijn er ongeveer 13 SMXen operationeel.

### MMS
Het oude door Siemens geleverde Coding Pool Network (CPN) is medio 2018 vervangen door het door PrimeVision geleverde en ontwikkelde Mail Match System (MMS)
Deze biedt veel meer mogelijkheden dan het zwaar verouderde CPN